# Caracara
Chi Caracara mào (Caracara)  là một chi chim trong họ Falconidae. Bao gồm 2 loài chim lớn (khối lượng 1-1,5 kg) có lối sống ăn xác chết, hoặc săn bắt các loài động vật nhỏ, chim non hoặc già yếu.

## Các loài
- Caracara miền Nam: Caracara cheriway[2]
- Caracara miền Bắc: Caracara plancus[2]
- †Caracara lutosa[2]
- †Caracara creightoni[3]
- †Caracara latebrosus[4]
- †Caracara tellustris[5]

## Hình ảnh

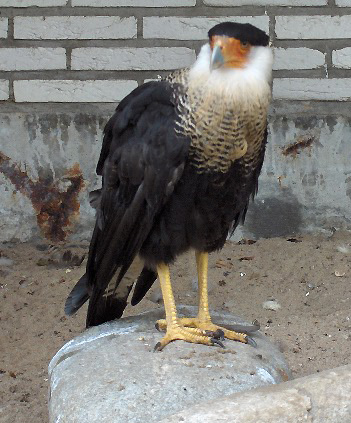
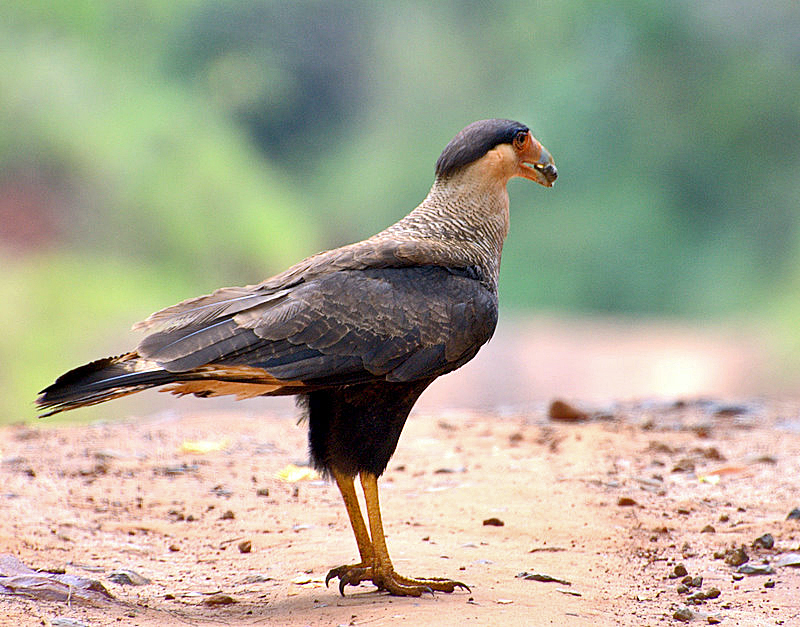
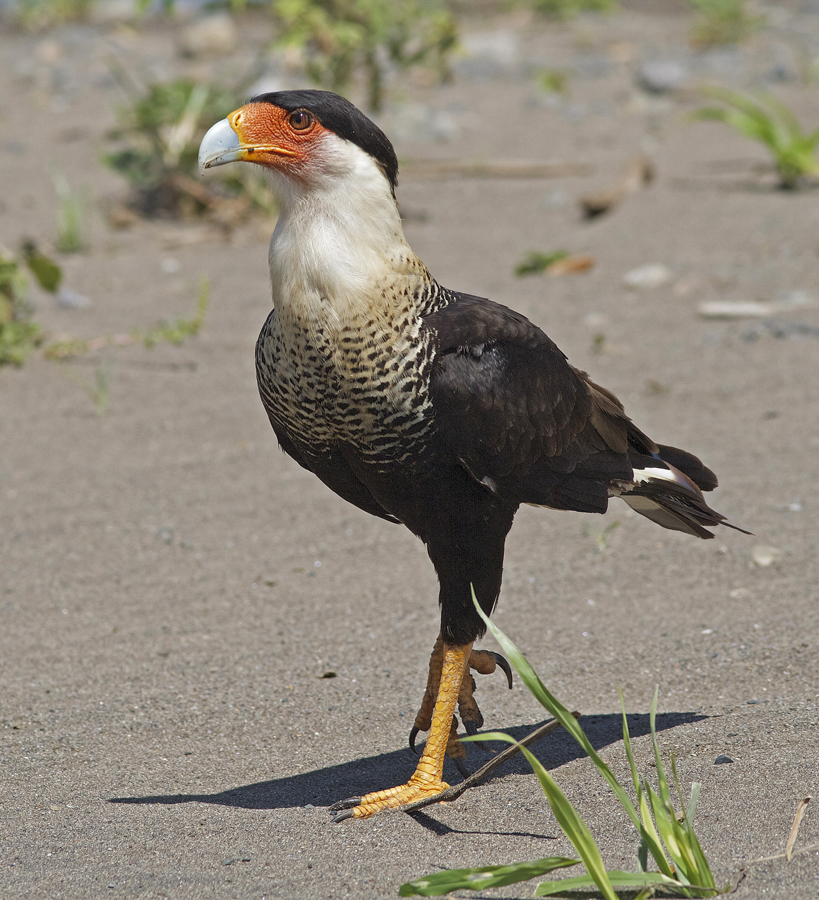
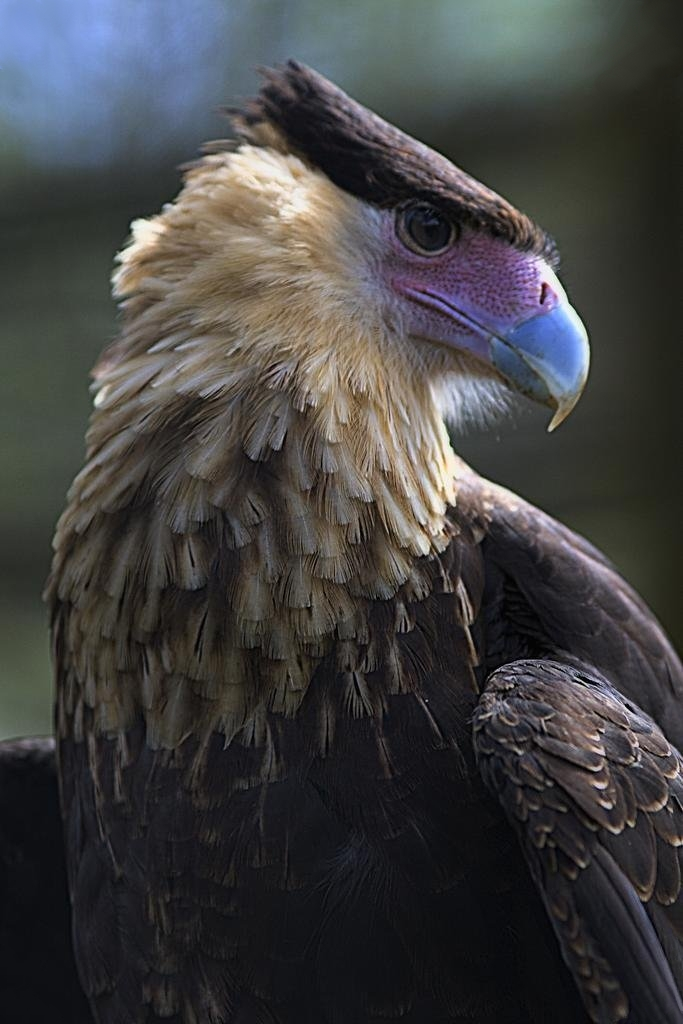